# 民主力量阵线
民主力量阵线（法語：Front des Forces Démocratiques；阿拉伯语：‎）是摩洛哥的一个左翼政党。该党成立于1997年7月27日，分裂自进步与社会主义党。该党有社会主义倾向。该党出版阿拉伯语刊物《精华》。